# Neofascism
Neofascismul este o ideologie apărută după cel de–al Doilea Război Mondial care preia elementele semnificative ale doctrinei fasciste precum ultranaționalismul, populismul, politicile antiimigrație sau, după caz, nativismul, anticomunismul, antisocialismul, antimarxismul, antianarhismul și opoziția față de sistemul parlamentar și de democrația liberală. Acuzațiile că un grup este neofascist pot fi contestate, mai ales în cazul în care termenul este folosit ca un epitet politic. Unele regimuri apărute după cel de–al doilea Război Mondial au fost descrise ca neofasciste din cauza caracterului lor autoritarist și, uneori, din cauza fascinației și simpatiei lor față de ideologia și ritualurile fasciste.
Post-fascismul este o etichetă care a fost aplicată mai multor partide politice europene care susțin o formă modificată a fascismului și care participă la politica constituțională.

## Italia

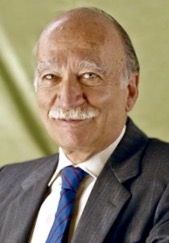
Giorgio Almirante, liderul Mișcării Sociale Italiene.

Italia a fost divizată în două mari blocuri politice după cel de-al Doilea Război Mondial, creștin-democrații, care au rămas la putere până în anii 1980, și Partidul Comunist Italian (PCI), foarte puternic în anii de după război.
În 1946, un grup de soldați fasciști a fondat Mișcarea Socială Italiană pentru a continua ideile promovate de Benito Mussolini. Liderul MSI a fost Giorgio Almirante, care a rămas în fruntea partidului până la moartea sa în 1988.
Începând din anii 1990, Alianța Națională, condusă de Gianfranco Fini, fost membru al Mișcării Sociale Italiene, s-a distanțat de Mussolini și de fascism și a făcut eforturi pentru a îmbunătăți relațiile cu grupurile evreiești; acum încearcă să se prezinte ca un respectabil partid de dreapta. Fini s-a alăturat guvernului condus de Silvio Berlusconi. Partide neofasciste din Italia sunt Flacăra Tricoloră („Fiamma Tricolore”), Noua Forță („Forza Nuova”) și Frontul Social Național („Fronte Sociale Nazionale”).

## Slovacia
Kotleba – Partidul Poporului Slovacia Noastră este un partid politic de extrema-dreaptă cu vederi considerate extremiste și fasciste. Liderul formațiunii, Marian Kotleba, a fost anterior un neonazist și a purtat o lungă perioadă o uniformă inspirată de cea a Gărzii Hlinka, miliția Statului Slovac din anii 1939-1945. El se manifestă critic la adresa persoanelor de etnie romă, a imigranților, a Insurecției Naționale Slovace, a  NATO, Statelor Unite ale Americii și Uniunii Europene. Partidul susține, de asemenea, reabilitarea criminalului de război fascist, președintele slovac Jozef Tiso.
În 2003, Kotleba a fondat partidul de extrema-dreaptă  Uniunea Slovacă (în slovacă: Slovenská Pospolitosť). În 2007 ministerul de interne al Slovaciei a interzis participarea partidului în campania electorală pentru alegerile parlamentare. În ciuda acestei interdicții, partidul lui Kotleba a obținut 8,04% din voturi în alegerile parlamentare din Slovacia organizate în anul 2016 și opinia favorabilă a alegătorilor față de partid continuă să crească.

## Marea Britanie
Partidul Național Britanic (BNP) este un partid naționalist din Marea Britanie, care are o ideologie fascistă și anti-imigrație. În alegerile pentru Parlamentul European din 2009, a câștigat două mandate în Parlamentul European (MPE), inclusiv pentru fostul lider al partidului Nick Griffin.
Partidul pentru independența Regatului Unit (UKIP) a fost acuzat de adversarii politici că ar promova o ideologie fascistă, evidențiată prin politicile naționaliste populiste și anti-imigrație. Totuși, UKIP a negat acest lucru, afirmând că politicile sale nu sunt anti-imigrație, ci pentru o imigrație controlată, patriotice și nu naționaliste, în sprijinul democrației britanice, și pentru toți cetățenii britanici, fără legătură cu etnia sau țara de naștere. În plus, el susține libertatea economică și reducerea rolului statului, elemente care nu sunt de obicei găsite în doctrina fascistă. Un blog al London School of Economics a examinat ideologiile partidelor UKIP și BNP și, în timp ce a găsit similitudini în ceea ce privește politica antiimigrație, nu a reușit să concluzioneze că există legături ideologice puternice între ele. Cu toate acestea, el a făcut o legătură între creșterea sprijinului pentru UKIP și scăderea sprijinului pentru BNP, speculând că există o relație între acestea. Presa de stânga, critică față de UKIP, neagă, de asemenea, că cele două partide ar fi fasciste.

## Rețele internaționale

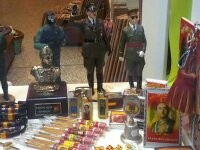
Articole franchiste și naziste într-un magazin din Toledo, Spania

Mai multe regimuri și mișcări neofasciste internaționale din perioada Războiului Rece au colaborat în diverse operațiuni cum ar fi asasinate și atentate cu bombă cu steag fals. Stefano Delle Chiaie a luat parte la Operațiunea Condor, organizând în 1976 o încercare a asasinat a politicianului creștin-democrat chilian Bernardo Leighton. Vincenzo Vinciguerra s-a refugiat în Spania Franchistă cu ajutorul SISMI, în urma atacului de la Peteano din 1972, pentru care a fost condamnat la închisoare pe viață. Împreună cu Delle Chiaie, Vinciguerra a depus mărturie la Roma în decembrie 1995, înaintea judecătoarei Maria Servini de Cubria, care afirmând că Enrique Arancibia Clavel (un fost agent al poliției secrete chiliene urmărit penal pentru crime împotriva umanității în 2004) și agentul american al DINA Michael Townley au fost implicați direct în asasinarea generalului Carlos Prats. Michael Townley a fost condamnat în Italia la 15 ani de închisoare pentru că a servit ca intermediar între DINA și neofasciștii italieni.